# Thomas Schomerus

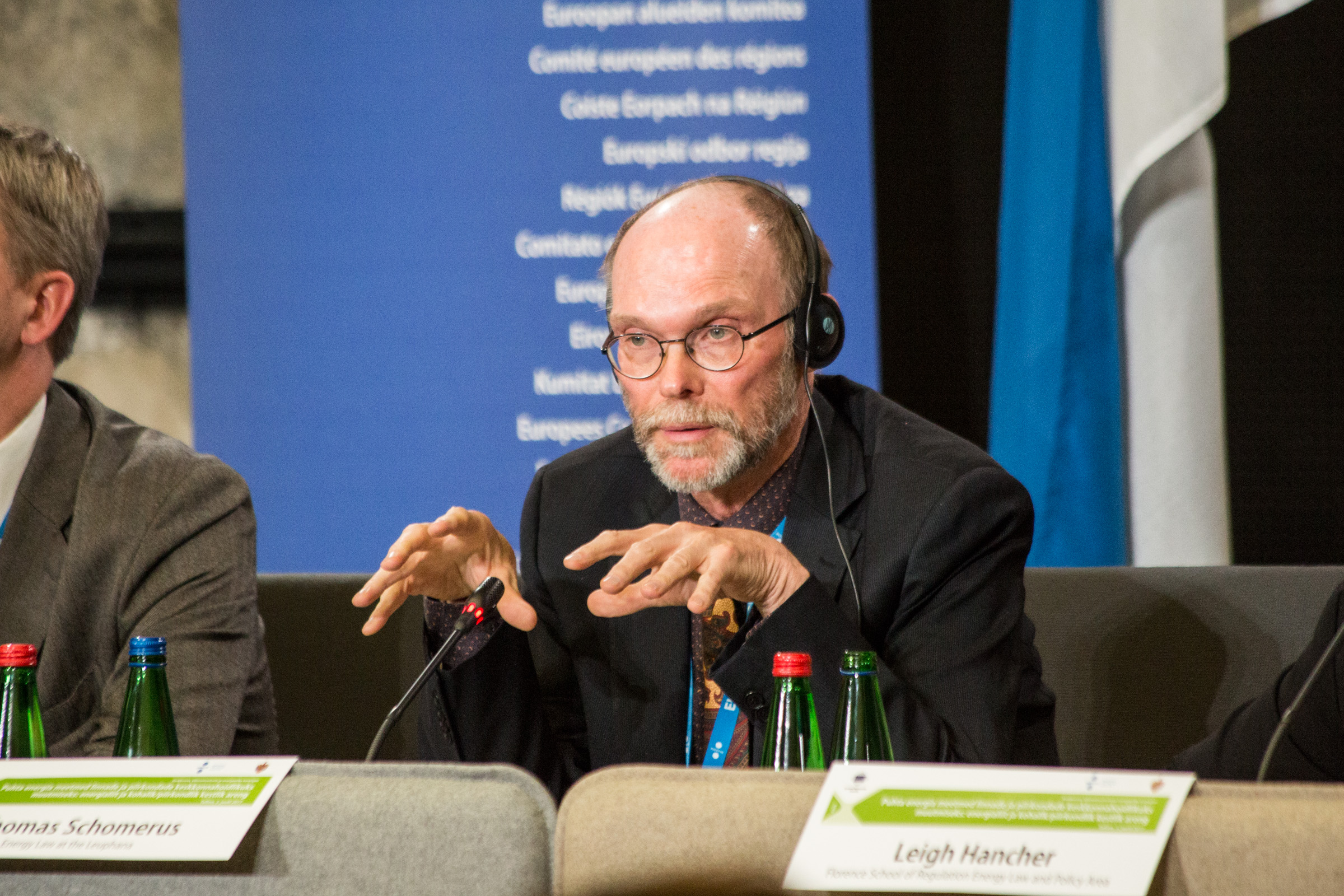
Thomas Schomerus (2017)

Thomas Schomerus (* 1957) ist ein deutscher Rechtswissenschaftler.
Thomas Schomerus ist Professor für Öffentliches Recht, insbesondere Energie- und Umweltrecht an der Leuphana Universität Lüneburg.

## Leben
Er studierte von 1976 bis 1981 Rechtswissenschaften an den Universitäten Hamburg und Göttingen. Neben der Mitarbeit an verschiedenen Forschungsprojekten fertigte er von 1982 bis 1985 seine Dissertation zum Thema "Defizite im Naturschutzrecht" an, mit der er 1988 in Göttingen promoviert wurde. 1988 begann er eine Tätigkeit als Verwaltungsbeamter im Dienst der Freien und Hansestadt Hamburg, insbesondere in den Bereichen Bau- und Umweltrecht und hatte diverse Lehraufträge an der Universität Hamburg und an anderen Hochschulen. 1996 erfolgte der Ruf auf eine Professur an der damaligen Fachhochschule Nordostniedersachsen in Lüneburg, jetzt Leuphana Universität Lüneburg. Schomerus ist Mitglied der Leuphana Law School der Fakultät Wirtschaftswissenschaften und Mitglied im Institut für Nachhaltigkeitssteuerung der Fakultät Nachhaltigkeit. Er ist Leiter des berufsbegleitenden Masterstudiengangs Nachhaltigkeitsrecht – Energie, Ressourcen, Umwelt. Seit 2023 gehört er dem Vorstand des Öko-Instituts an.
Er ist verheiratet und hat drei Kinder.

## Forschung
Zu den Forschungsschwerpunkten zählt zunächst das Energierecht, insbesondere in den Bereichen der Erneuerbaren Energien und der Energieeffizienz. Schomerus ist Ko-Autor des Berliner Kommentars zum Erneuerbare-Energien-Gesetz und hat verschiedene Forschungsprojekte im Auftrag des Bundesministeriums für Umwelt, Naturschutz und Reaktorsicherheit und des Umweltbundesamts geleitet, u. a. zur Offshore-Windenergie und zur Entwicklung neuer Instrumente zur Verbesserung der Energieeffizienz. Weiterer Schwerpunkt der rechtswissenschaftlichen Forschung ist das Ressourcenschutzrecht; hier hat Schomerus die Neufassung des Kreislaufwirtschaftsgesetzes mit vorbereitet. Dritter Schwerpunkt ist das Informationsfreiheitsrecht, in dem ein Kommentar zum Umweltinformationsgesetz mit verfasst und ein Gutachten für das Bundesamt für Strahlenschutz zu Informationsansprüchen im Atom- und Strahlenschutzrecht erstellt wurde.
Für die Wahlperiode 2021 bis 2025 wurde er in das Aarhus Convention Compliance Committee gewählt, welches die Einhaltung der Aarhus-Konvention überwacht.
Thomas Schomerus wirkte am Rechtsgutachten zum Kohleausstieg mit, welches vom Bundesumweltministerium im Dezember 2018 veröffentlicht wurde.